# Bratan
Bratan (ros. Братан, tadż. Бародар) – radziecki film przygodowy z 1991 roku w reżyserii Bachtijara Chudojnazarowa.

## Fabuła
Farruch i jego młodszy brat są wychowywani przez swoją babcię w odległej wiosce w Tadżykistanie odseparowani od swoich rodziców. Pewnego dnia postanawiają spotkać się z ojcem, który jest lekarzem w mieście w pobliżu granicy z Afganistanem. Po podróży pełnej przygód odnajdują wspólne więzi z ojcem.

## Obsada
- Timur Tursunow jako Ponczik
- Firuz Sabzalijew jako Farruch
- N. Arifowa jako Lila
- I. Tabarowa
- N. Biegmurodow jako Nabi
- R. Kurbanow

## Nagrody
- 1992: Festiwal filmowy „Debiut” w Moskwie – Nagroda prezesa Centrum Kina i Telewizji dla Dzieci i Młodzieży
- 1991: Międzynarodowy Festiwal Filmowy w Mannheim – Grand Prix[1]
- 1991: Międzynarodowy Festiwal Młodego Kina w Turynie – Nagroda dla najlepszego filmu pełnometrażowego

Źródło: